# آبشار چاگاما
آبشار چاگاما (به لاتین: Chagama Falls) یک آبشار در ژاپن است که در کازونو، آکیتا واقع شده‌است.